# Ambrož Hradecký
Ambrož Hradecký  († 16. Oktober 1439 in Kolín) war ein tschechischer Priester, Prediger und Politiker im Zeitalter der Hussitenkriege.

## Leben
Das erste Mal erwähnt wird er 1419 als Pfarrer des Heilig-Geist-Doms in der ostböhmischen Stadt Königgrätz. Königin Sofie und ihr Burggraf ließen ihn jedoch als Anhänger der Hussiten verjagen. Im Frühjahr 1420 mobilisierte er gemeinsam mit Diviš Bořek z Miletínka auf dem Berg Oreb Teile der Landbevölkerung und zog mit der Menschenmenge sengend und brennend zur Unterstützung der Aufständischen nach Prag, die von König Sigismund bedroht waren. Beim Zug nach Prag wurde auch das Kloster Münchengrätz zerstört.
Im Juni eroberten die Orebiten – wie sie sich nannten – Königgrätz und Ambrož erhielt seine Pfarrei zurück. Unter seiner Führung verwandelte sich die Stadt in ein Zentrum der Hussitenbewegung. Sogar Jan Žižka, der Anführer der Hussiten, holte sich nach seinen Auseinandersetzungen mit den Taboriten bei Ambrož Rat. Nach Žižkas Tod wurden seine sterblichen Überreste nach Königgrätz überführt und in seiner Pfarrkirche begraben. 1433 berief man ihn zum Erzdekan und Hauptmann der Königgrätzer. Als Abgesandter nahm er an den Verhandlungen und dem Kompaktat in Basel teil.
Nachdem der Wahl Sigismunds zum böhmischen König, opponierte Ambrož weiter gegen ihn. Sigismund setzte Ambrož daraufhin im Jahre 1436 als Hauptmann ab und schickte einen neuen, ihm ergebeneren, mit dessen Hilfe er die Aufständischen verjagen wollte. Ambrož unterwarf sich aber selbst dann nicht, als der neue Hauptmann nach großen Verlusten Verhandlungen anbot. Am 7. November 1436 zerschlugen die Königgrätzer Söldner bei Wysoka und Platschitz ein von Sigismund gegen die Stadt gesandtes Heer. 1437 kam es zu weiteren kämpferischen Auseinandersetzungen, Ambrož musste fliehen, wurde verletzt und gefangen genommen. Kurz darauf entließ man ihn; er ging nach Kolín, wo er zwei Jahre später starb.
Ambrož war ein Vertreter der eher gemäßigten Hussiten, die sich auch Waisen nannten. Er tolerierte Universitätsprofessoren, denen er nach 1427 Asyl gewährte, und beschützte die so genannten Pikarden, die er vor dem Scheiterhaufen rettete. Das Festhalten am katholischen Glauben hielt er aber für ein Verbrechen, das durch Köpfen zu bestrafen war.